# La Suara

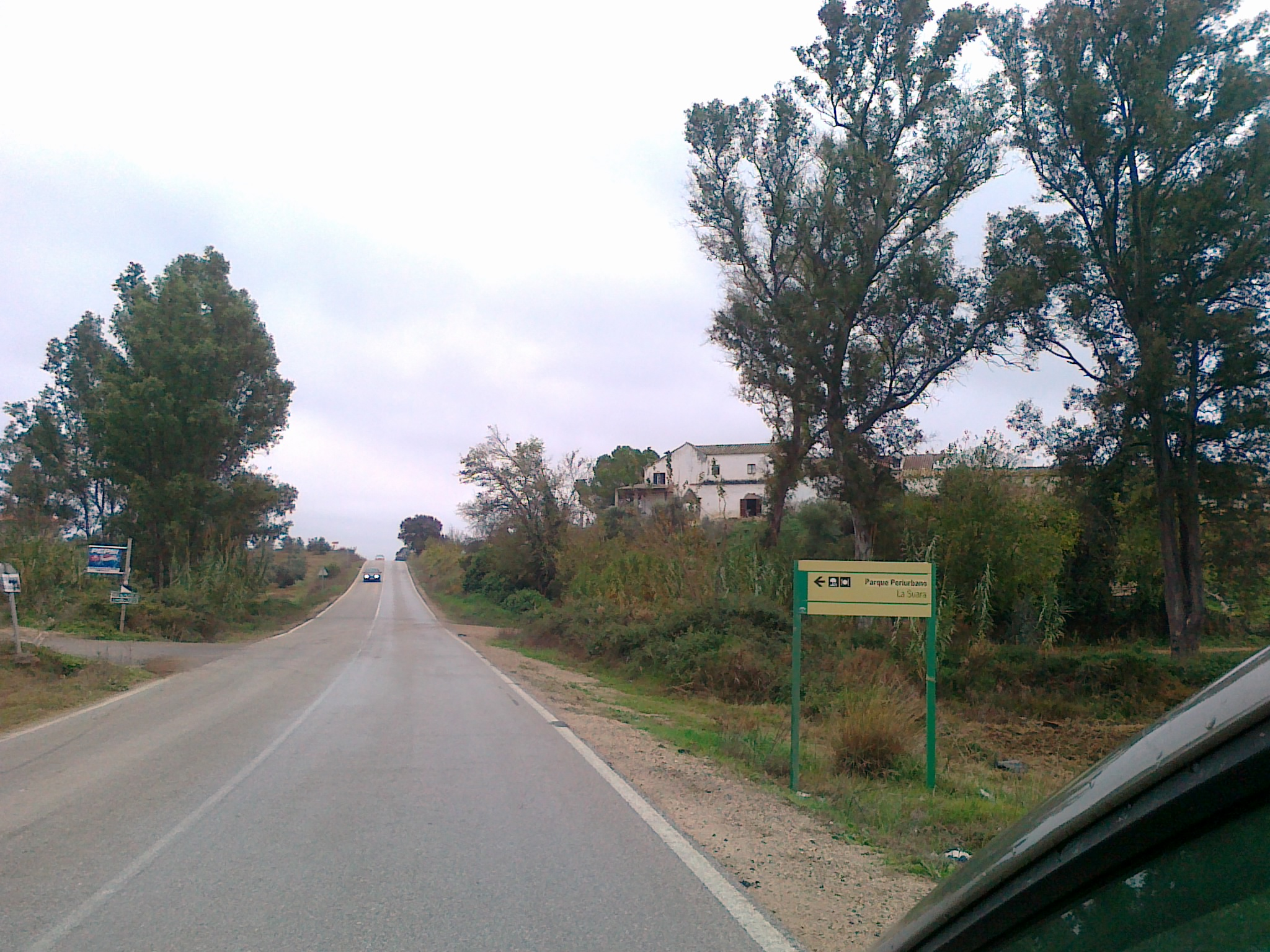
Entrada al parque

La Suara es un parque periurbano de La Barca de la Florida, en Jerez de la Frontera (Andalucía, España) que protege un bosque con pinos, eucaliptos y matorral mediterráneo.
Fue declarado el 23 de junio de 2005 y protege un área de 217,88 ha.

## Flora

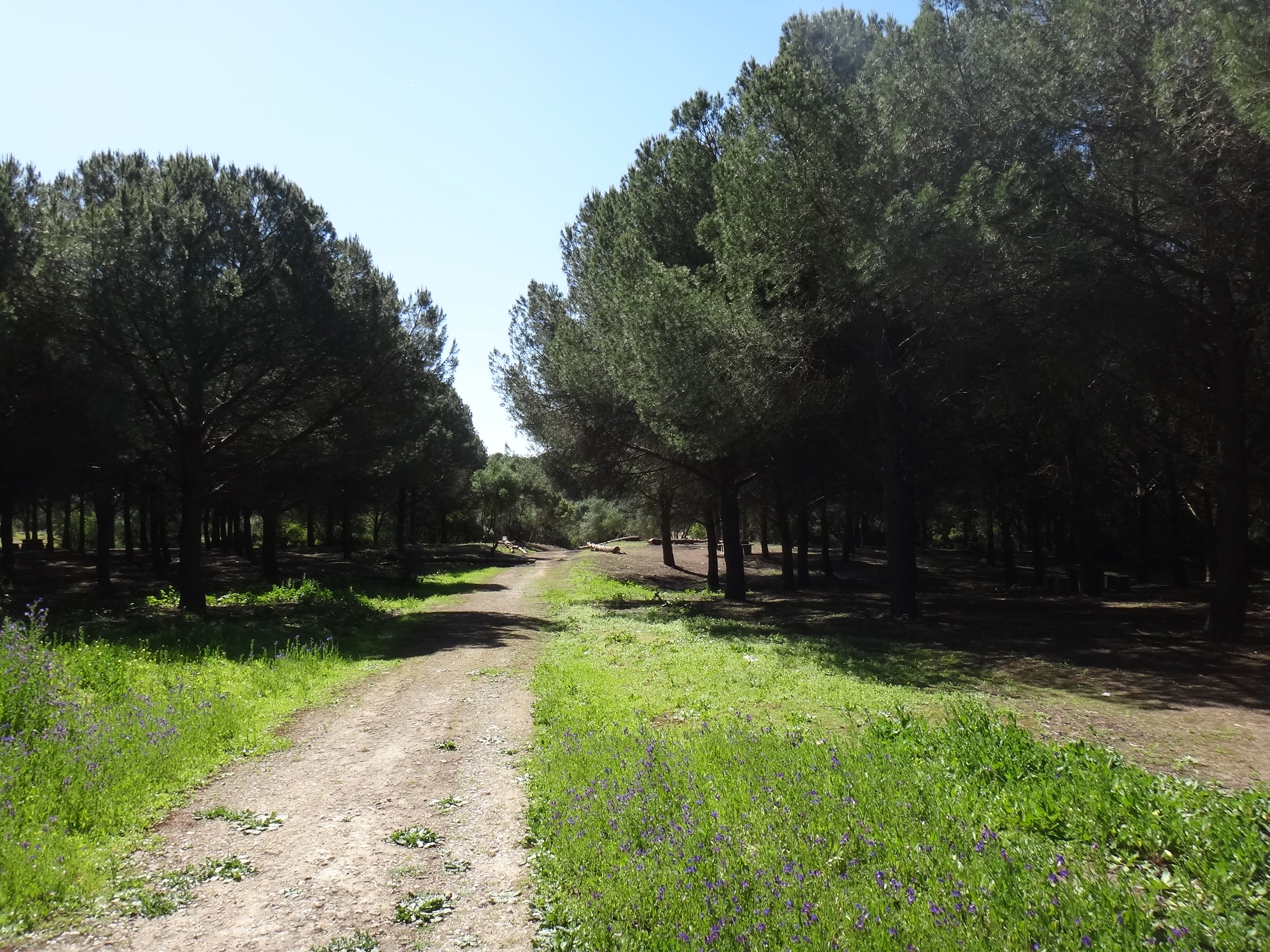
Sendero

El matorral mediterráneo se extiende de forma densa por 91 hectáreas de la zona suroeste y nordeste, destacando la presencia de un pequeño quejigal. El pinar de pino piñonero (Pinus pinea) ocupa 38 hectáreas. Al ser ejemplares de repoblación en líneas, el pinar presenta un aspecto artificial. Lo mismo ocurre con las 74 ha de Eucalyptus camaldulensis y con una pequeña parcela de 1 ha de alcornoque (Quercus suber). Dentro del eucaliptal aparece una masa de 8 ha con mezcla de eucalipto, pino piñonero y pino carrasco. También se encuentran en zonas cercanas a arroyos y puntos de agua álamos blancos y vegetación riparia. En torno a un arroyo temporal, existe un bosquete de quejigos (Quercus faginea) único en la campiña.

## Fauna
La fauna que puebla estos bosques es también rica y variada.
- Reptiles: culebra bastarda, culebra de cogulla, culebra de escalera, culebra de herradura, culebra viperina, eslizón común, culebrilla ciega, lagartija ibérica, lagartija colilarga, lagartija cenicienta, lagarto ocelado, salamanquesa común.

- Anfibios: rana común, ranita meridional, sapillo pintojo meridional, sapillo moteado ibérico, sapo de espuelas, sapo corredor, sapo común, tritón pigmeo, etc.

- Aves: destacan las rapaces diurnas, con presencia del elanio azul y notables poblaciones de gavilanes en el invierno y las rapaces nocturnas, entre las que encontramos al cárabo, mochuelo y autillo. Otras aves que se pueden encontrar en el parque, son la paloma torcaz y el pito real y junto con gran cantidad de paseriformes.

- Mamíferos: zorro, tejón y meloncillo, además de otros más pequeños como el erizo, el lirón careto o el topillo mediterráneo.

## Ocio
Existen senderos habilitados para turismo rural, así como para la práctica deportiva.